# Arqueología aérea

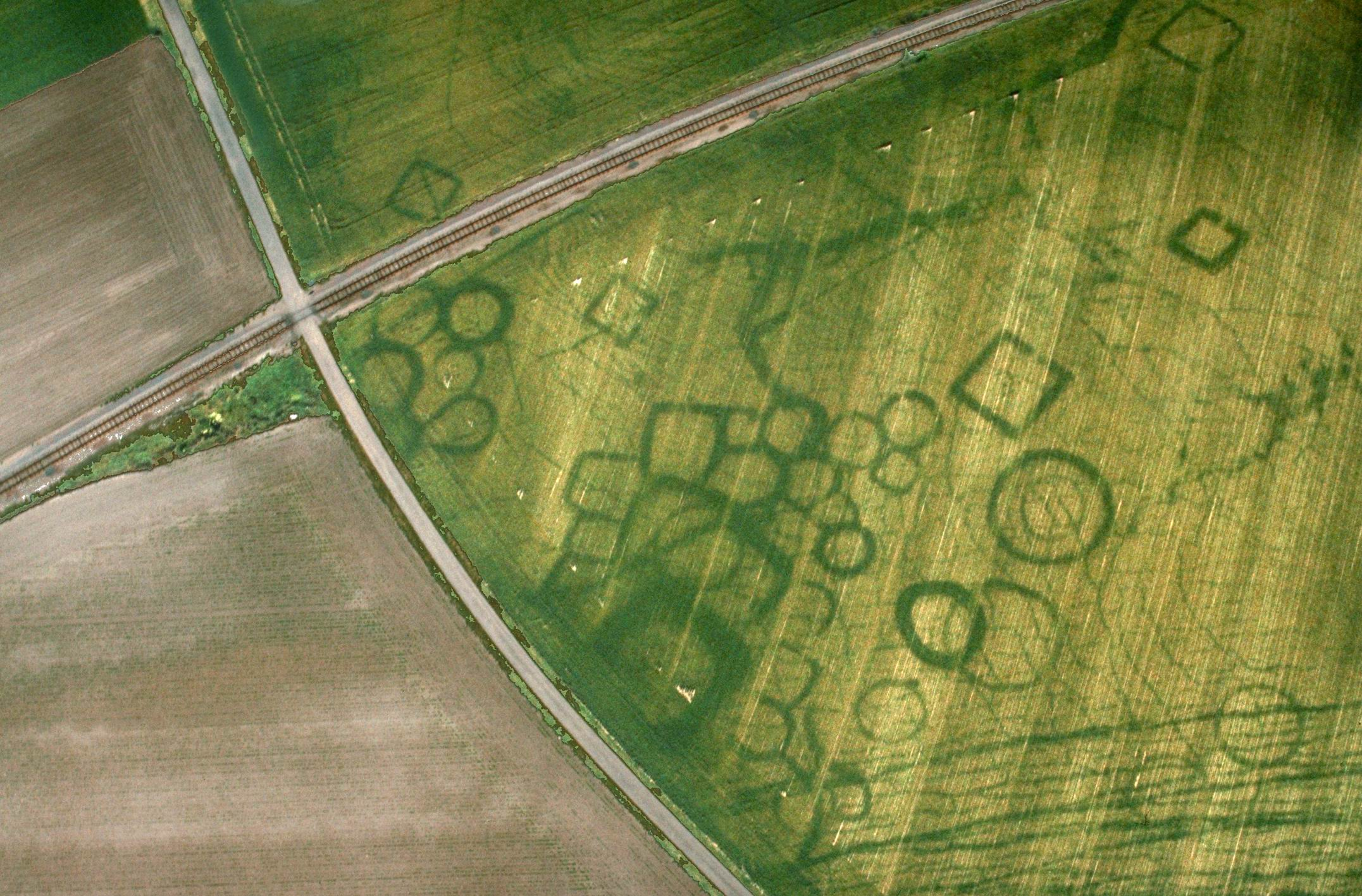
Fotografía aérea del sitio protohistórico de Grézac (Charente-Maritime, Francia), gran necrópolis gala con varias estructuras funerarias. De forma circular o cuadrada, de diferentes tamaños, estos "monumentos funerarios" albergaban tumbas.

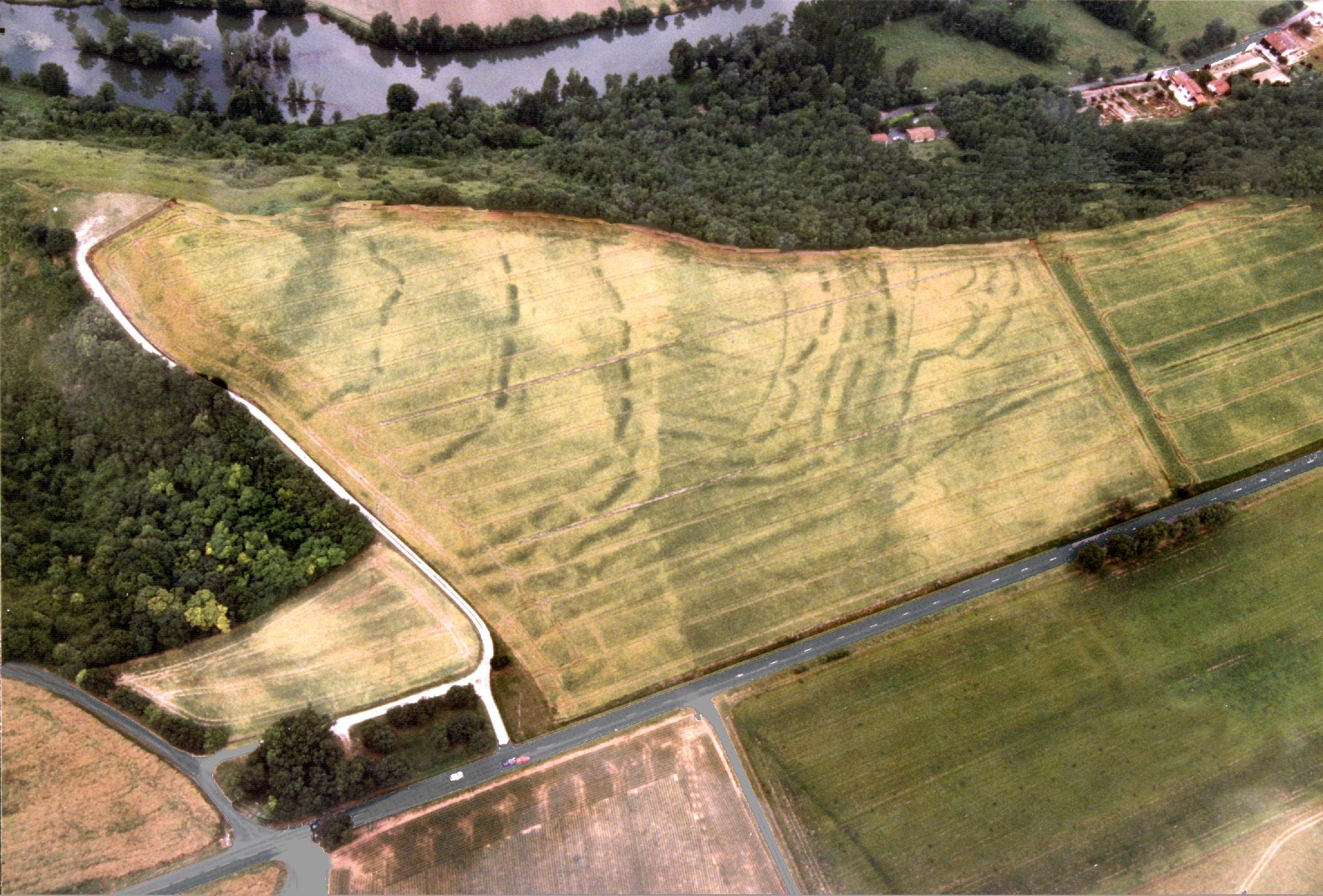
Fotografía aérea del yacimiento neolítico de Balzac, Les Coteaux de Coursac (Charente, Francia). Conjunto complejo de fosos de defensa de una fortificación que domina Charente. Estos conjuntos de puertas y zanjas con deflectores complejos estaban destinados a proteger un área que albergaba una población de cazadores-recolectores recién asentada, gracias al clima regional y a los cereales silvestres.

La arqueología aérea es la rama de la arqueología que estudia e interpreta imágenes aéreas obtenidas por avión, globo, satélite o drones con el objetivo de descubrir o delimitar posibles yacimientos arqueológicos, normalmente no visibles desde el suelo. Tres tipos de modificaciones, debido a la presencia de restos enterrados, son detectables en fotografías tomadas en condiciones ideales de iluminación y estacionalidad: niveles de modificación, color del suelo o desarrollo del cultivo. Estos cambios pueden detectar estructuras antrópicas antiguas.
Los arqueólogos aprecian las ventajas de tener una buena vista aérea del terreno, ya que un punto de vista alto permite una mejor apreciación de los detalles y sus relaciones en un contexto más amplio. Los primeros investigadores intentaron obtener vistas aéreas de los sitios arqueológicos utilizando globos aerostáticos, accesorios o cámaras adheridas a cometas o pipas. Después de la invención del avión y la importancia militar que ganó la fotografía aérea durante la Primera y Segunda Guerra Mundial, los arqueólogos comenzaron a usar la tecnología de manera efectiva para descubrir y registrar sitios arqueológicos.
Las fotografías se pueden tomar en forma vertical, es decir, desde un punto que se encuentra directamente sobre el lugar fotografiado, o en forma oblicua, lo que significa que se toman desde otro ángulo. Para proporcionar un efecto tridimensional, un par de fotografías verticales parcialmente superpuestas permiten posiciones desplazadas y se pueden ver estereoscópicamente.

## Historia
En 1925, en Siria, el reverendo jesuita Antoine Poidebard, un observador aéreo militar, notó que al atardecer, con luz oblicua, aparecían pequeños accidentes geográficos a nivel del suelo, revelando ruinas enterradas. Poidebard los fotografió y localizó, y así nació la arqueología aérea.
El coronel Jean Baradez, francés, realizó prospecciones en el norte de África, pero los británicos fueron los primeros en institucionalizar esta investigación, con Osbert Crawford, Crampton y, especialmente, J.-K. St. Joseph, con todo el poder del departamento de investigación de la Universidad de Cambridge.
En la década de 1960, surgieron en Francia investigadores de primera generación: Roger Agache en el norte de Francia, Jacques Dassie en Poitou-Charentes, Bernard Edeine en el Canal de la Mancha, René Goguey en Borgoña, Daniel Jalmain en Île-de-France y Louis Monguilan en Provenza.
Las fotografías aéreas ya se han utilizado con éxito para identificar dólmenes enterrados en Alentejo, Portugal . De los 196 dólmenes ya identificados en la región, 68 fueron vistos a través de fotografías aéreas.